# Cycle pluridisciplinaire d'études supérieures
Ne doit pas être confondu avec Classe préparatoire intégrée ou Classe préparatoire aux grandes écoles.
En France, les cycles pluridisciplinaires d'études supérieures (CPES) sont des filières d'enseignement supérieur exigeantes et sélectives qui offrent une grande pluridisciplinarité et une spécialisation progressive. 
Chaque année permettant d'obtenir 60 crédits ECTS, les CPES permettent, en 3 ans, l'obtention du diplôme national de licence.
Un CPES naît d'un partenariat local entre une université ou une grande école et un lycée. Le plus souvent, le nombre d'heures de cours est également partagé entre les professeurs des deux établissements partenaires. Au même titre que les classes préparatoire aux grandes écoles (CPGE), la première année du CPES est hébergée dans un lycée. Généralement, les cours de deuxième année sont à la fois dispensés par les professeurs de CPGE et par des enseignants-chercheurs. Les cours de troisième année sont exclusivement dispensés par des enseignants-chercheurs au sein de l'université ou de la grande école concernée.
Les CPES ont notamment pour objectif de favoriser l'égalité des chances au travers d'une politique volontariste en faveur des étudiants boursiers.
Ils sélectionnent sur dossier les lycéens en classe de terminale et préparent les étudiants aux masters universitaires les plus sélectifs, aux masters des IEP ou des écoles de journalisme ainsi qu'aux procédures d'admission sur dossier de certaines grandes écoles comme les écoles normales supérieures (ENS), les écoles de commerce et les écoles d'ingénieurs.

## Liste
Tous les CPES sont accessibles sur la plateforme Parcoursup (NB : le CPES porté par l'université du Mans est en cours de fermeture : pas d'admission en 2025). 

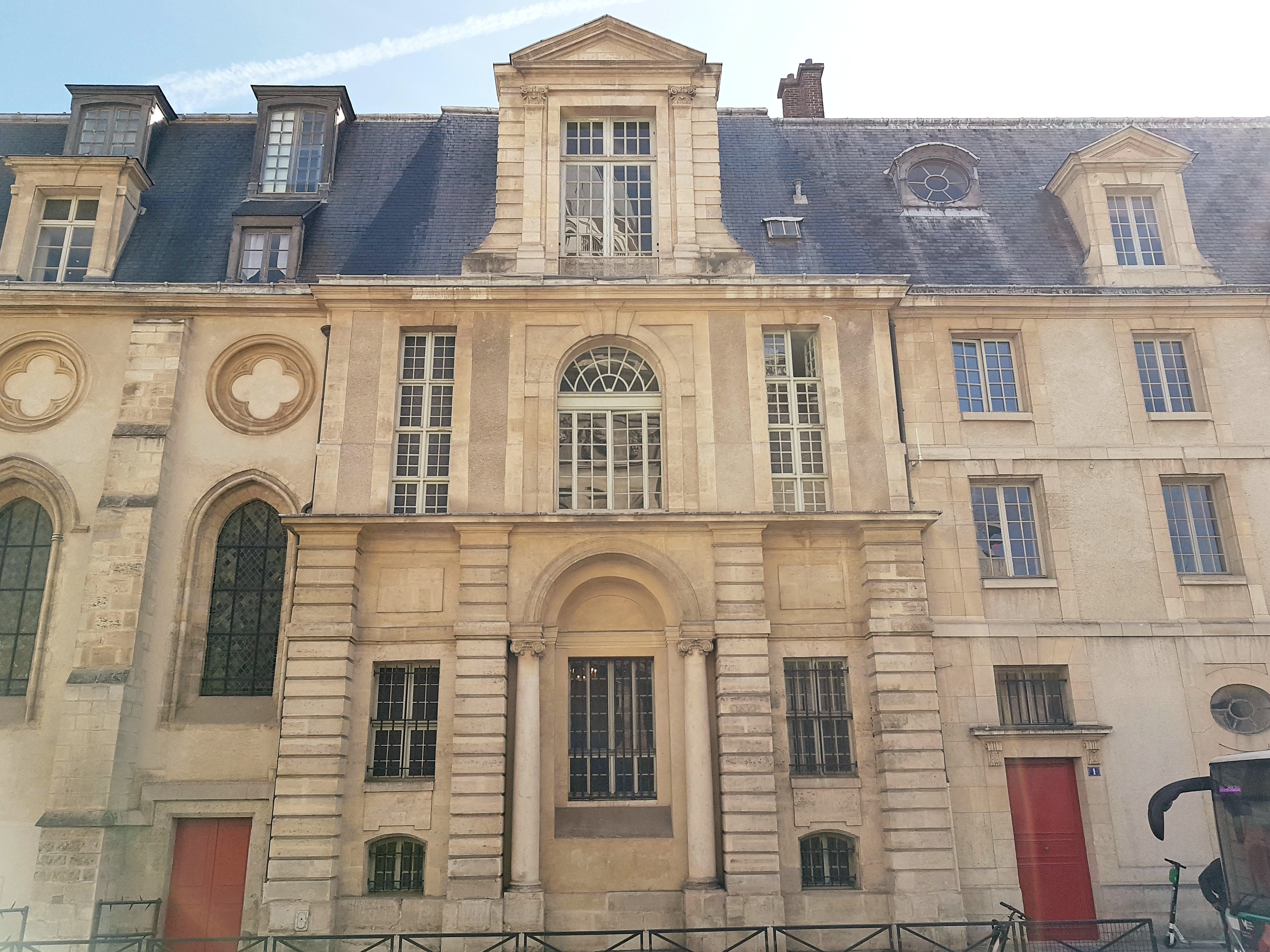
Le lycée Henri-IV, où est né le premier cycle pluridisciplinaire d'études supérieures.

| Université/ENS                                                                                          | Lycée                                         | Ville         | Parcours                                                            | Places |
| --- | --------------------------------------------- | ------------- | ------------------------------------------------------------------- | ------ |
| Université Paris Sciences et Lettres (PSL)                                                              | Lycée Henri-IV                                | Paris         | Humanités                                                           | 40     |
| Université Paris Sciences et Lettres (PSL)                                                              | Lycée Henri-IV                                | Paris         | Sciences                                                            | 50     |
| Université Paris Sciences et Lettres (PSL)                                                              | Lycée Henri-IV                                | Paris         | Économie, société et droit                                          | 60     |
| Université Paris Sciences et Lettres (PSL)                                                              | Lycée Louis-le-Grand                          | Paris         | Sciences des données, arts et cultures                              | 40     |
| Université Paris-Cité                                                                                   | Lycée Janson-de-Sailly                        | Paris         | Innovations biomédicales et pharmaceutiques                         | 33     |
| Université Paris-Cité                                                                                   | Lycée Janson-de-Sailly                        | Paris         | Environnement et énergies nouvelles                                 | 15     |
| Université Paris-Saclay-École normale supérieure Paris-Saclay-Institut polytechnique de Paris-HEC Paris | Lycée international de Palaiseau-Paris-Saclay | Saclay        | Sciences des données, société et santé                              | 48     |
| ENS de Lyon                                                                                             | Lycée du Parc                                 | Lyon          | Sciences                                                            | 24     |
| ENS de Lyon                                                                                             | Lycée du Parc                                 | Lyon          | Économie et société                                                 | 24     |
| Université Rennes 1 - ENS de Rennes                                                                     | Lycée Chateaubriand                           | Rennes        | Sciences, environnement, société                                    | 44     |
| Université Côte d'Azur                                                                                  | Institut Stanislas                            | Cannes        | Humanités, lettres et sociétés                                      | 45     |
| Université Côte d'Azur                                                                                  | Lycée Masséna                                 | Nice          | Sciences et société                                                 | 45     |
| Université de Strasbourg                                                                                | Lycée Kléber                                  | Strasbourg    | Sciences et société                                                 | 45     |
| Université de Tours                                                                                     | Lycée Descartes                               | Tours         | Sciences expérimentales et environnement                            | 40     |
| Université de Tours                                                                                     | Lycée Descartes                               | Tours         | Sciences humaines et environnement                                  | 40     |
| Université de Bordeaux                                                                                  | Lycée Montaigne                               | Bordeaux      | Sciences et société                                                 | 45     |
| Université de Montpellier                                                                               | Lycée Joffre                                  | Montpellier   | Économie                                                            | 10     |
| Université de Montpellier                                                                               | Lycée Joffre                                  | Montpellier   | Sciences de la matière                                              | 10     |
| Université de Montpellier                                                                               | Lycée Joffre                                  | Montpellier   | Sciences de la vie                                                  | 10     |
| Le Mans Université                                                                                      | Lycée Montesquieu                             | Le Mans       | Mobilités douces, développement durable et ouverture internationale | 24     |
| Université de Franche-Comté                                                                             | Lycée Victor Hugo                             | Besançon      | Sciences pour l'ingénieur                                           | 24     |
| Université de La Réunion                                                                                | Lycée Lislet Geoffroy                         | La Réunion    | Sciences pour l'ingénieur, économie                                 | 48     |
| Université de Picardie Jules Vernes                                                                     | Lycée Condorcet                               | Saint Quentin | Sciences et technologies                                            | 25     |
| Université Polytechnique Hauts-De-France                                                                | Lycée Wallon                                  | Valenciennes  | Sciences et humanités                                               | 25     |
| Université Polytechnique Hauts-De-France                                                                | Lycée Watteau                                 | Valenciennes  | Sciences et humanités                                               | 25     |
| Université de Caen-Normandie                                                                            | Lycée Malherbe                                | Caen          | Sciences et société                                                 | 40     |
| Aix-Marseille Université                                                                                | Lycée Thiers                                  | Marseille     | Sciences sociales                                                   | 40     |